# Taraschelon
Taraschelon è un genere estinto di rettili testudinati, appartenente ai testudinidi. Visse nell'Oligocene inferiore (circa 33 - 28 milioni di anni fa) e i suoi resti fossili sono stati ritrovati in Francia. 
L'unica specie nota è T. gigas, descritta inizialmente nel 1844 da Bravard come Testudo gigas e proveniente dalla zona di Bournoncle-Saint-Pierre, in Alvernia (Alta Loira).
Nel 2016 venne ridescritto il materiale fossile e questo studio portò all'istituzione di un nuovo genere, Taraschelon. 
Taraschelon è il primo genere di tartaruga identificato nel record europeo dell'Oligocene e uno dei pochi generi noti del Paleogene di questo continente, oltre a essere il più grande testudinide europeo del Paleogene. Il confronto di Taraschelon con altre forme europee primitive mostra un'importante diversità della famiglia Testudinidae nel Paleogene europeo.